# Lo Camp (el Meüll)
Lo Camp, o lo Planell, és un sector pla del terme municipal de Castell de Mur, en territori del Meüll, pertanyent a l'antic terme de Mur, al Pallars Jussà.
És situat a l'extrem de ponent del terme, al nord del Mas d'Eloi i al sud del Mas de Condó, a l'esquerra del barranc de Condó i al nord-oest del Tossal de les Barranques.